# Abdelhamid Benhedouga
Abdelhamid Benhedouga, né le 9 janvier 1925 à El Mansoura dans la Wilaya de Bordj Bou Arreridj en Algérie et mort le 21 octobre 1996 à Alger, est l'un des plus grands écrivains algériens de langue arabe. Il a publié en Algérie des recueils, des nouvelles, des poèmes, et plusieurs romans, dont l'un a été adapté au cinéma (Vent du Sud). Il fut avec Tahar Ouettar, les fondateurs du roman algérien moderne. Ses œuvres ont été traduites en 15 langues.

## Biographie
Né le 9 janvier 1925 à El Mansoura (Bordj‑Bou‑Arréridj), il fit ses études dans les deux langues arabe et française, d'abord dans le petit village d'El‑Hamra, non loin d'El Mansoura, il intégra ensuite l'Institut Ketani à Constantine et la Zitouna de Tunis. De retour en Algérie, il compose des pièces radiophoniques en arabe pour l'ORTF et la BBC. Militant nationaliste durant la Guerre d'Algérie, recherché par la police, il part pour la France en 1955. En 1958, il rejoint le FLN à Tunis où il collabore à la radio « La voix de l'Algérie ».
Auteur de plusieurs romans, dont le plus connu est Le vent du sud (Rih el Djanoub), adapté au cinéma et traduit en français, en hollandais, en allemand et en espagnol. Ce texte dense traite de la question agraire. Il est considéré par la critique comme le premier véritable roman algérien de langue arabe. Président du Conseil National de la Culture (1990) et vice‑président du Conseil National de Consultation (1992), après un bref passage à la tête de l'ENAL. Il démissionne du CNC, le 26 juillet 1993.
Il est décédé en 1996 à Alger.

## Œuvres
Sa passion pour l'écriture date de 1951, peut‑être plus tôt. À partir de 1955, il écrit un grand nombre de pièces de théâtre et de sketches pour la radio tunisienne, la BBC, la
Radio algérienne et Télévision Algérienne.
Il est l’un des romanciers algériens les plus célèbres possédant à son actif plusieurs ouvrages dont:
- Al Djazair Bayn elamsi wal yawmi (L'Algérie entre hier et aujourd'hui), recueil d'articles, 1958;
- Dhilalun Djazaïria (Ombres Algériennes), nouvelles, Beyrouth, 1960;
- Al‑Ashiaa As‑Sabâa (Les Sept Rayons), 10 nouvelles, Tunis, 1962;
- Al‑Arwah Ash‑Shaghira (Âmes Vacantes), poèmes, Alger, Sned, 1967, 100 p.;
- Rih al Djanoub, roman, Alger, Sned, 1971; traduit en français par Marcel Bois, Le Vent du Sud, Alger, SNED, 1978;
- Nihayatou al Ams, roman, Sned, 1974, 251 p.; traduit en français par Marcel Bois, La Fin d'hier, Alger, SNED, 1980;
- Al Kateb wa Qissas Okhra (L'Écrivain et autres nouvelles), Alger, SNED, 1974;
- Banae As‑Soubh, roman, Alger, Sned, 1981, 309 p.; traduit en français par Marcel Bois, La Mise à nu, Alger, SNED, 1981;
- Al-Djāziyyaẗ wa al-darāwīch, roman, Alger, SNED, 1983; traduit en français par Marcel Bois, El-Djazia et les derviches, Alger, ENAL, 1992.
- Wa Ghadan yaoum Djadid, roman, éd. Al Andalous, 1992. 332 p; traduit en français par Marcel Bois, Je rêve d'un monde, Paris, Marsa (Algérie Littérature-Action), 1997.

Il est aussi l'auteur de plus de 200 pièces radiophoniques (1957‑1974).

## Décorations
- Djadir de l'ordre du Mérite national d'Algérie.